# OK-2.02
Bourane 2.02 était la quatrième navette soviétique Bourane sur cinq capable d'aller dans l'espace. Elle était aussi la seconde navette de la nouvelle série.
Quand le Projet Bourane fut remis en question, Bourane 2.02 était déjà en construction à l’usine Tuchino près de Moscou. Le chantier fut donc abandonné laissant la navette inachevée. On estime que son niveau d’achèvement varie entre 10 % et 20 %. 
Après l'arrêt du projet, Bourane 2.02 resta dans l'usine pendant de nombreuses années. Elle fut ensuite démontée puis déplacée à l'extérieur. Placée derrière les locaux de Tuchino où elle réside actuellement, elle est très exposée et fragile face aux éléments. Pour cette raison, beaucoup de tuiles la composant ont fini par se détacher et sont tombées à terre. Aujourd'hui, on retrouve certaines de ces tuiles en vente sur Internet.

## Liens
- Navette Bourane 2.02